# كريستيان غوميز
كريستيان غوميز (بالإسبانية: Christian Gómez)‏ (7 نوفمبر 1974 بوينس آيرس الأرجنتين - ) هو لاعب كرة قدم أرجنتيني يلعب كلاعب وسط.

## وصلات خارجية
كريستيان غوميز على موقع الدوري الأمريكي (الإنجليزية)
- كريستيان غوميز على موقع قاعدة بيانات كرة القدم.إي يو (الإنجليزية)
- كريستيان غوميز على موقع Soccerway.com (الإنجليزية)